# Panicum longiloreum
Panicum longiloreum är en gräsart som beskrevs av M.M.Rahman. Panicum longiloreum ingår i släktet vipphirser, och familjen gräs. Inga underarter finns listade i Catalogue of Life.